# Didelphis aurita
Didelphis aurita (Portugees: Gambá-de-orelha-preta) is een zoogdier uit de familie van de Opossums (Didelphidae). De wetenschappelijke naam werd gepubliceerd door Wied-Neuwied in 1826.

## Uiterlijke kenmerken
De soort lijkt sterk op de Midden-Amerikaanse opossum (Didelphis marsupialis). Ze kunnen een lengte bereiken van 81 cm van het hoofd tot het puntje van de staart, waarbij mannetjes groter worden dan vrouwtjes. Bij dieren uit Minas Gerais (Brazilië) is een kop-romplengte van 35,5 tot 37,3 cm, een staartlengte van 35,5 tot 37,7 cm en een gewicht van 939 tot 1159 gram gemeten.
De soort heeft een opvallende gezichtsmarkering met een duidelijke zwarte streep in het midden van het voorhoofd. De zwarte oren, in de eerste beschrijving beschreven als "groot en bijna schijfvormig", zijn haarloos. De vachtharen zijn vuilgeel van kleur met zwarte of grijze uiteinden. De lange grijpstaart draagt alleen vacht aan de basis en is verder kaal. Het harige deel van de staart is ongeveer net zo lang als de achterpoten en minstens de helft zwart, de andere helft is wit, hoewel het zwarte deel ook langer kan zijn. In de Midden-Amerikaanse opossum is de staart minder behaard en het zwarte deel korter.

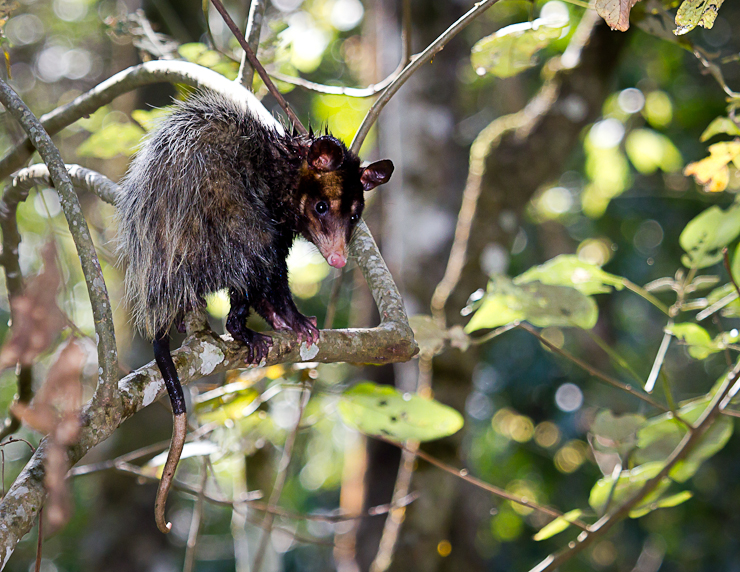
Didelphis aurita

## Habitat en levenswijze
De soort komt voor in Brazilië, Paraguay en Argentinië; de habitat is het Atlantisch Woud en de Araucaria-Hooglanden. Het is een nachtactieve, solitaire omnivoor, die vooral op de grond leeft, maar kan dankzij zijn klauwen ook bomen klimmen.
De dieren paren met meer dan één partner (promiscuïteit). Het paarseizoen valt in de regentijd van juli tot maart, wanneer er voldoende vruchten zijn. Per seizoen zijn maximaal drie nesten mogelijk, waarbij in elk nest zes tot zeven jongen wordt geboren. Na een korte draagtijd (ongeveer 14 dagen) kruipen de jongen in de buidel van de moeder waarin ze ongeveer 100 dagen worden gespeend.

## Taxonomie
Voorheen werd deze soort beschouwd als een ruimtelijk geïsoleerde (disjuncte) populatie van de Midden-Amerikaanse opossum (Didelphis marsupialis). Of het een aparte soort is of een allopatrische ondersoort van de zuidelijke possum is lang een kwestie van discussie geweest.

## Relatie met de mens
De soort wordt lokaal bejaagd als pluimveeroofdier, voor sport of voor voedsel. Ook wordt de soort gering bejaagd voor de bontproductie. Ontbossing heeft een impact op sommige populaties, bijvoorbeeld in het oosten van Paraguay. De soort lijkt echter niet negatief te worden beïnvloed door menselijke bewoning en komt ook voor in een aantal beschermde gebieden. Hierom, en vanwege het grote verspreidingsgebied, de veronderstelde grote populatie en de tolerantie voor veranderingen in zijn habitat, is de soort door de IUCN als niet bedreigd opgenomen op de Rode Lijst.